# Guldakleja
Guldakleja (Aquilegia chrysanta) är en 60 till 100 cm hög växt som tillhör familjen ranunkelväxter. Blommorna är citrongula till guldgula långsmala klockor.

## Se vidare
- Aklejor